# Acutius, Eutychius a Proculus
Svatí Acutius, Eutychius a Proculus byli mučedníci. Proculus byl jáhnem a Acutius a Eutychius laici. Byli zajati a umučeni spolu se svatým Januariem za pronásledování křesťanů císařem Diocletianem. Zemřeli roku 305 blízko italského vulkánu Solfatara.
Jejich svátek se slaví 18. října.